# عثة الليل
عثة الليل أو عثة الطاووس العملاقة أو فراشة الطاووس الكبيرة أو فراشة الليل (الاسم العلمي Saturnia pyri) هي نوع من فصيلة عثة زحل، هي عثة كبيرة الحجم
قد يصل طولها إلى نحو 5 سم، تبدو بلون بني أو أبيض اللون، وقرون استشعار مشطية.
يرقتها أسطوانية خضراء اللون تقريبًا ويبلغ طلوها نحو 10-12 سم، أما العذراء فهي
بنية اللون وتسكن داخل شرنقة بنية اللون أيضًا يبلغ طولها 6-7 سم، تلحق هذه الحشرة
ضررًا بأشجار الفاكهة لأن يرقتها تتطفل على أوراق اللوز والخوخ والتفاح والأجاص وغيرها
وتؤدي إلى إتلافها.